# Eva Mendes
Pour les articles homonymes, voir Mendes.
Eva Mendes, née le 5 mars 1974 à Miami (Floride), est une actrice, chanteuse et mannequin américano-cubaine.

## Biographie

### Enfance
Eva de la Caridad Méndez est née le 5 mars 1974 à Miami, en Floride (États-Unis), de parents cubains. Elle est la plus jeune des quatre enfants (elle a deux sœurs et un frère, Juan Carlos, décédé d'un cancer en 2016), mais également la seule de la fratrie à être née aux États-Unis. Elle parle couramment espagnol. Elle a vécu à Glendale, après le divorce de ses parents. Élevée dans la religion catholique, elle aspirait à devenir religieuse.
Elle ne s'est jamais vue comme actrice étant jeune et a poursuivi d'autres intérêts. Elle fréquente la Herbert Hoover High School (en), puis a étudié à l'université d'État de Californie à Northridge, le marketing, qu'elle abandonne pour se consacrer pleinement à sa carrière d'actrice, métier qu'elle apprend grâce à la coach d'acteurs Ivana Chubbuck.

### Carrière

#### Débuts discrets et révélation (1998-2005)
Sa carrière d'actrice démarre en apparaissant dans des séries comme Urgences ou Mortal Kombat: Conquest, dans le film Une nuit au Roxbury et dans le clip de Will Smith, Miami. Elle apparait aussi dans quelques longs-métrages de série B, de genres différents : l'horreur avec Urban Legend 2 : Coup de grâce, de John Ottman, puis l'action Hors limites en 2001.
Elle persévère dans cette catégorie, en jouant la compagne du personnage interprété par Denzel Washington dans le polar Training Day. L'accueil critique très positif du film lui permet de se faire remarquer : elle enchaîne donc avec d'autres fictions du même genre, misant presque exclusivement sur son physique, et plus commerciales : elle intègre le casting de la suite 2 Fast 2 Furious puis enchaîne avec Il était une fois au Mexique... Desperado 2. Avant de retrouver Washington pour le polar urbain Out of Time.
Entre 2003 et 2005, souhaitant se détacher de cette image, elle prend part à des comédies, qui lui permettent de dévoiler sa palette de jeux : elle enchaîne Deux en un et Hitch, expert en séduction, où elle séduit Will Smith, et qui est le plus gros succès commercial de sa carrière dans le monde. Elle participe ensuite à la comédie indépendante Chassé-croisé à Manhattan (Trust the Man) dans lequel elle croise Maggie Gyllenhaal et Billy Crudup, qui lui permet de livrer une performance plus nuancée.

#### Confirmation en demi-teinte (2007-)

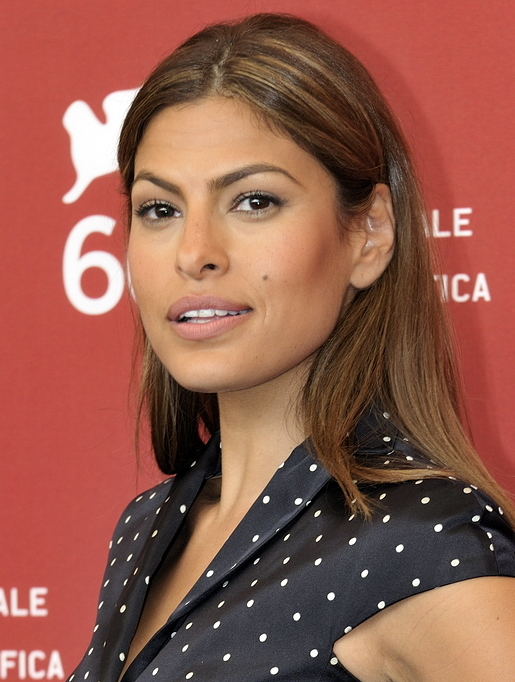
Au 66e Festival International du Film de Venise, en 2009, pour Bad Lieutenant : Escale à La Nouvelle-Orléans.

Ses efforts sont récompensés, et l'année 2007 marque un tournant : elle donne la réplique à Nicolas Cage dans le blockbuster Ghost Rider, adaptation cinématographique du comic book éponyme ; est choisie pour rejoindre le polar La nuit nous appartient, de James Gray, où elle incarne la compagne du héros joué par Joaquin Phoenix ; et surtout est pour la première fois la star de son propre film, la satire Live !, écrite et réalisée par Bill Guttentag, pour laquelle elle office aussi en tant que producteur exécutif. Les critiques sont cependant très mitigés et le film ne convainc pas commercialement.
L'année 2008 ne lui permet pas de remonter la pente : son nouvel essai dans le film de comic-book, l'ambitieux The Spirit, de Frank Miller, se solde par un énorme échec critique et commercial, et la comédie dramatique chorale The Women, de Diane English, passe complètement inaperçue. De même pour le modeste polar Cleaner, de Renny Harlin, qui ne convainc pas davantage.
C'est l'année d'après, sous la caméra de Werner Herzog, qu'elle renoue enfin avec le succès : le polar urbain Bad Lieutenant : Escale à La Nouvelle-Orléans, qui marque aussi ses retrouvailles avec Nicolas Cage, est acclamé par la critique.
En 2010, elle revient à la comédie le temps de la comédie policière Very Bad Cops, un autre succès critique, où elle incarne la sublime épouse d'un inspecteur de police maladroit et ahuri incarné par Will Ferrell ; puis confirme son statut de star en évoluant dans le drame psychologique Last Night, de Massy Tadjedin, aux côtés de Keira Knightley, Guillaume Canet et Sam Worthington.
Si en 2011, elle se contente d'un caméo à la fin du très populaire blockbuster Fast and Furious 5, de Justin Lin, elle revient l'année suivante avec deux projets : elle confirme dans une veine noire et dramatique avec Holy Motors de Leos Carax, (le premier long-métrage du cinéaste depuis Pola X, sorti en 1999), pour lequel elle partage l'affiche avec Edith Scob, Denis Lavant et Kylie Minogue, et sélectionné en compétition officielle au 65e Festival de Cannes. Il s'agit du plus gros succès critique de sa carrière. En revanche, son second essai en tant que star de son propre film - le drame indépendant Girls attitude : Modes d'emploi, ne convainc ni la critique, ni le public.
En 2013, elle mise de nouveau sur le drame noir avec The Place Beyond the Pines, troisième long-métrage de l'acclamé Derek Cianfrance, et fait une apparition dans une comédie indépendante, le téléfilm Clear History, où elle joue une nouvelle fois de sa plastique.
En 2014, son compagnon Ryan Gosling lui confie l'un des rôles principaux de sa première réalisation, le film fantastique noir, Lost River, qui se solde par un échec commercial et ne convainc pas la critique.
En 2015, alors qu'elle est en congé maternité, son retour est discuté pour le huitième opus de la franchise Fast and Furious, prévu pour 2017. Elle n'apparaît finalement pas dans le film.
L'actrice se fait très discrète depuis Lost River. Elle explique, lors d'une interview au magazine Variety donnée en septembre 2022, que le cinéma ne lui manque pas et qu'elle en avait assez de se battre pour les bons rôles. Eva Mendes annonce dans l'émission "The View" songer à un retour devant la caméra à condition qu'il n'y ait pas de scènes de violence ou de sexe.

#### Image

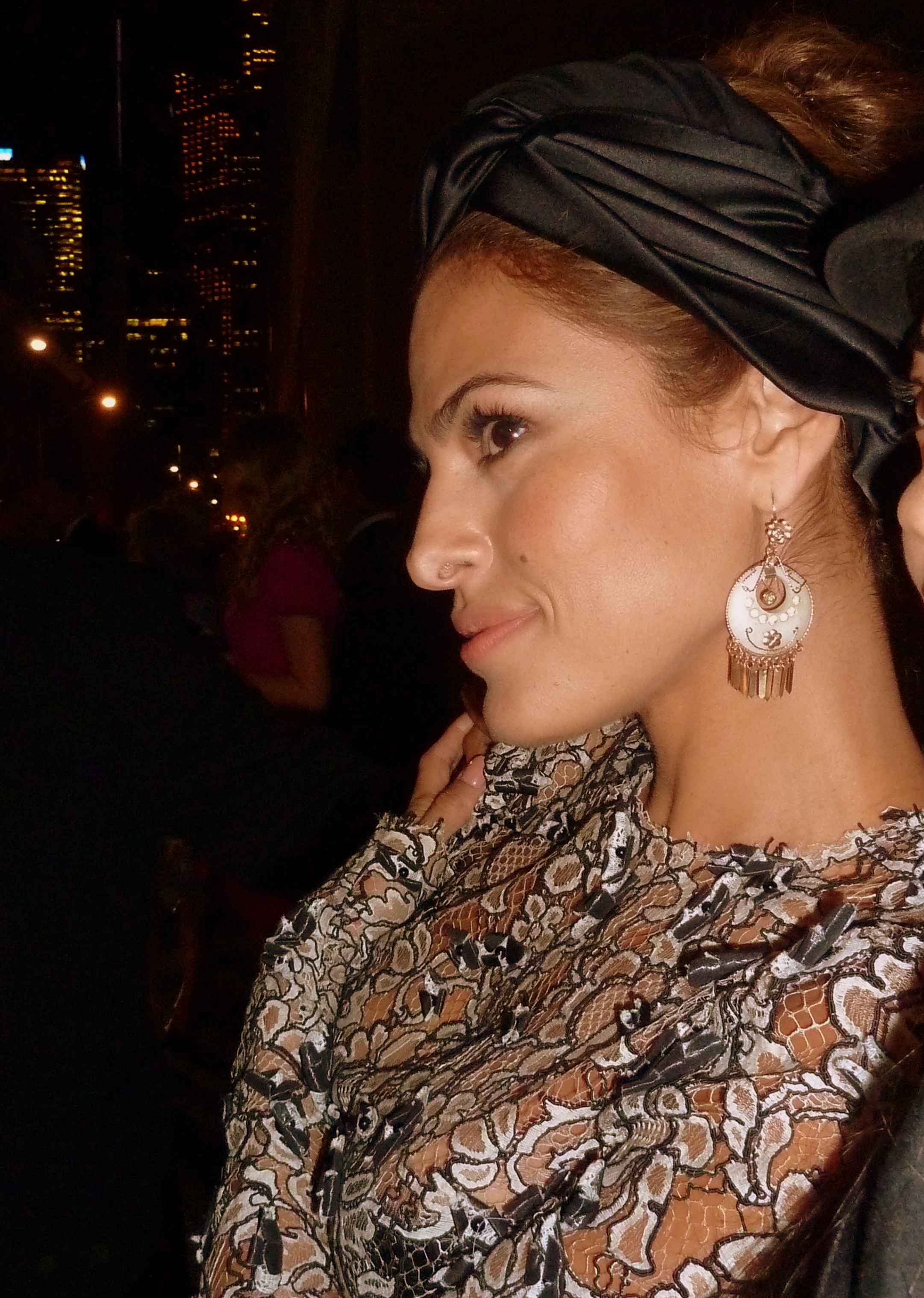
Au Festival international du film de Toronto 2012, pour la présentation de The Place Beyond the Pines.

L'actrice signe des contrats publicitaires avec des marques telles Dolce & Gabbana ou Morgan, et devient une des égéries de la marque de cosmétique Revlon, elle prête également son image à la marque italienne de boisson alcoolisée Campari puis pose pour le calendrier associé. Elle participe également à la campagne de publicité du parfum Angel de Thierry Mugler pour laquelle elle figure et chante une version de The Windmills of Your Mind, célèbre chanson composée par Michel Legrand et extraite de la bande originale du film L'Affaire Thomas Crown avec Steve McQueen.

### Vie privée
Après avoir été mariée avec le réalisateur George Augusto Planet, Eva Mendes est depuis septembre 2011 en couple avec l'acteur canadien Ryan Gosling, rencontré sur le tournage du film The Place Beyond the Pines. Le couple a eu deux filles : Esmeralda Amada Gosling, née le 12 septembre 2014, et Amada Lee Gosling, née le 29 avril 2016,.

## Filmographie

### Cinéma
- 1998 : Les Démons du maïs 5 : La Secte des damnés  (Children of the Corn V: Fields of Terror) d'Ethan Wiley (vidéo) : Kir
- 1998 : Une nuit au Roxbury (A Night at the Roxbury) de John Fortenberry : La demoiselle d'honneur. (Non-créditée)
- 1999 : My Brother the Pig d'Erik Fleming : Matilda
- 2000 : Urban Legend 2 : Coup de grâce (Urban Legends: Final Cut) de John Ottman : Vanessa Valdeon
- 2001 : Hors limites (Exit Wounds) d'Andrzej Bartkowiak : Trish
- 2001 : Training Day d'Antoine Fuqua : Sara Harris
- 2002 : Chasseurs de primes (All About the Benjamins) de Kevin Bray : Gina
- 2002 : 2 Fast 2 Furious de John Singleton : Monica Fuentes
- 2002 : Il était une fois au Mexique... Desperado 2 (Once Upon a Time in Mexico) de Robert Rodriguez: Ajedrez
- 2003 : Out of Time de Carl Franklin : Alex Diaz Whitlock
- 2003 : Deux en un (Stuck on You) des frères Farrelly : April Mercedes
- 2005 : Hitch, expert en séduction (Hitch) d'Andy Tennant : Sara Melas
- 2005 : The Wendell Baker Story d'Andrew et Luke Wilson : Doreen
- 2005 : Chassé-croisé à Manhattan (Trust the Man) de Bart Freundlich : Faith Faison
- 2006 : Guilty Hearts, segment Outskirts : Gabriella
- 2007 : Ghost Rider de Mark Steven Johnson : Roxanne Simpson
- 2007 : En cloque, mode d'emploi (Knocked Up) de Judd Apatow : elle-même[n 1]
- 2007 : Live ! de Bill Guttentag : Katy
- 2007 : La nuit nous appartient (We Own the Night) de James Gray : Amada Juarez
- 2007 : Cleaner de Renny Harlin : Ann Norcut
- 2008 : The Spirit de Frank Miller : Sand Saref
- 2008 : The Women de Diane English : Crystal Allen
- 2009 : Bad Lieutenant : Escale à La Nouvelle-Orléans (The Bad Lieutenant: Port of Call - New Orleans) de Werner Herzog : Frankie Donnerfield
- 2010 : Very Bad Cops (The Other Guys) d'Adam McKay : le docteur Sheila Gamble
- 2010 : Last Night de Massy Tadjedin : Laura
- 2011 : Fast and Furious 5 de Justin Lin : Monica Fuentes (apparition post générique)
- 2012 : Girls attitude : Modes d'emploi (Girl in Progress) de Patricia Riggen : Grace
- 2012 : Holy Motors de Leos Carax : Kay M
- 2013 : The Place Beyond the Pines de Derek Cianfrance : Romina
- 2014 : Lost River de Ryan Gosling : Cat

### Télévision

#### Séries télévisées
- 1998 : Urgences : Donna (saison 4, épisode 15) Créditée Eva Mendez
- 1998 : Mortal Kombat: Conquest : Hanna (1 épisode)
- 1999 : V.I.P. : Esmeralda (2 épisodes)
- 2003 : Real Comedy : ? (1 épisode)
- 2010 : Lopez Tonight : ? (1 épisode)

#### Téléfilms
- 2000 : Les Disciples (The Disciples) de Kirk Wong (nommé Alan Smithee) : Maria Serranco
- 2013 : Clear History de Greg Mottola : Jennifer

### Clips
- Se a vida e, (That's The Way Life Is), clip des Pet Shop Boys, en 1996.
- Hole In My Soul, clip d'Aerosmith, en 1997.
- Miami, clip de Will Smith, en 1998.
- The End Has No End, clip des Strokes, en 2003.

### Comme productrice
- 2007 : Live! (productrice exécutive)

### Comme réalisatrice
- 2011 : California Romanza - également scénariste

## Distinctions

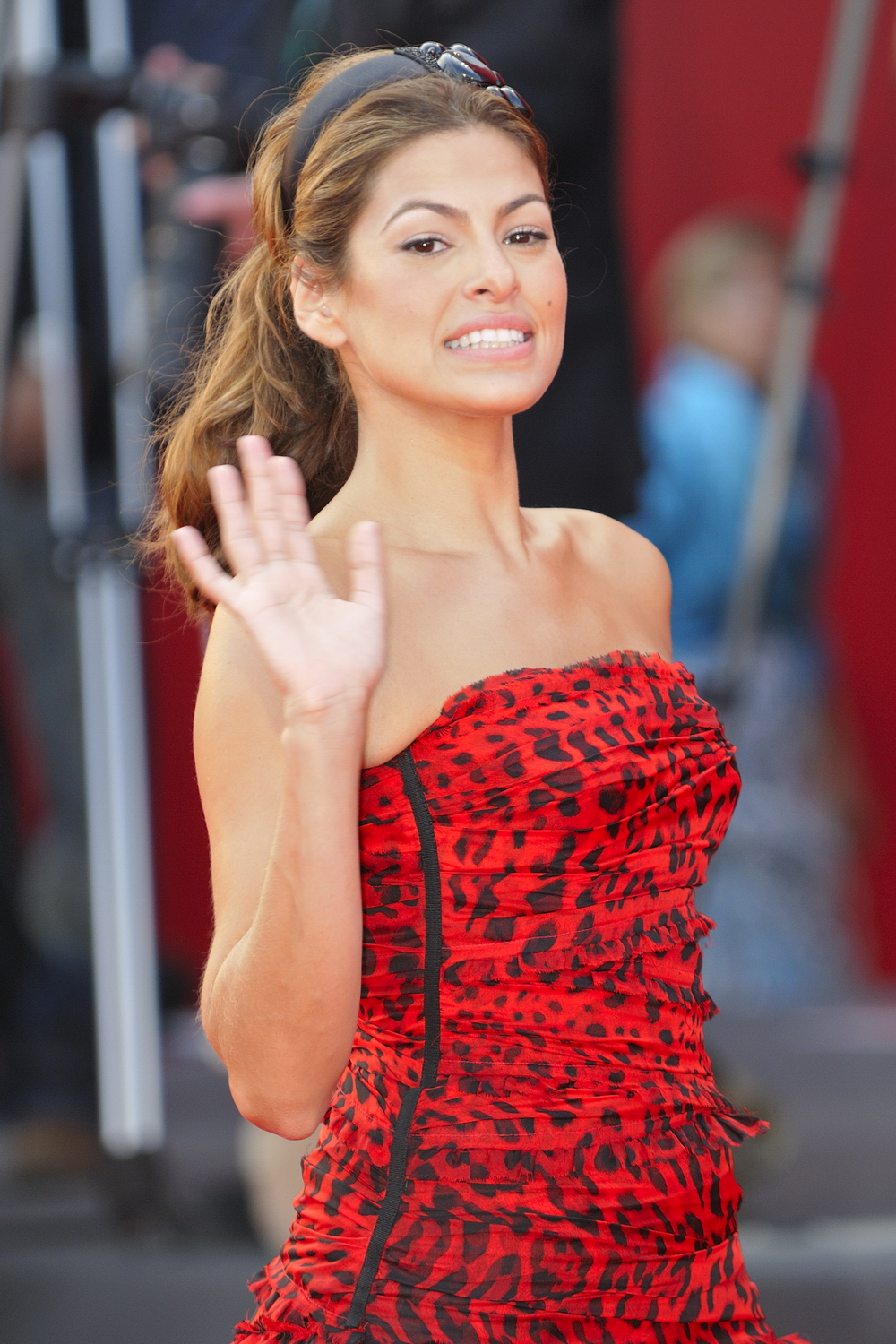
A la 66e Mostra de Venise, en septembre 2009.

### Récompenses
- Capri, Hollywood 2005 : Lauréate du Prix Capri Global.
- Giffoni Film Festival 2009 : Lauréate du Prix Giffoni.

### Nominations
- 2002 : ALMA Awards de la meilleure actrice dans un second rôle dans un film d'action pour Training Day (2001)
- 2004 : Teen Choice Awards de la meilleure actrice dans une comédie pour Deux en un (2003)
- 2004 : Teen Choice Awards de la meilleure actrice dans un film dramatique pour Out of Time (2003)
- 2004 : Teen Choice Awards de la meilleure actrice dans un film d'action pour Il était une fois au Mexique... Desperado 2 (2003)
- 2004 : Teen Choice Awards de la meilleure actrice dans un film d'action pour 2 Fast 2 Furious (2003)
- 2005 : Teen Choice Awards de la meilleure séquence d'amour (Lorsque Hitch dit à Sara qu'il l'aime) dans une comédie romantique pour Hitch, expert en séduction (2005) partagé avec Will Smith
- 2005 : Teen Choice Awards de la meilleure actrice dans une comédie romantique pour Hitch, expert en séduction (2005)
- 2006 : ALMA Awards de la meilleure actrice dans une comédie romantique pour Hitch, expert en séduction (2005)
- 2007 : ALMA Awards de la meilleure actrice dans une comédie dramatique pour Chassé-croisé à Manhattan (2005)
- 2007 : Imagen Foundation Awards de la meilleure actrice dans une comédie d'action pour Ghost Rider (2007)
- 2009 : ALMA Awards de la meilleure actrice dans une comédie d'action pour The Spirit (2008)
- 2009 : ALMA Awards de la meilleure actrice dans une comédie dramatique pour The Women (2008)
- 2009 : Razzie Awards de la pire actrice dans une comédie dramatique pour The Women (2008) partagée avec Annette Bening, Debra Messing, Jada Pinkett Smith et Meg Ryan
- 2011 : Teen Choice Awards de la meilleure actrice dans une comédie musicale pour Very Bad Cops (2010)
- 2011 : ALMA Awards de la meilleure actrice dans une comédie musicale pour Very Bad Cops (2010)
- 2012 : ALMA Awards de la meilleure actrice dans une comédie dramatique pour Girls attitude : Modes d'emploi (2012)
- 2012 : Imagen Foundation Awards de la meilleure actrice dans une comédie dramatique pour Girls attitude : Modes d'emploi (2012)

## Voix françaises
En France, Nathalie Karsenti et Julie Dumas sont les voix françaises les plus régulières d'Eva Mendes. Ivana Coppola l'a également doublée à quatre reprises. Et Elsa Lepoivre l'a doublée à deux reprises. 
Au Québec, Isabelle Leyrolles est la voix québécoise régulière de l'actrice.